# Konrad Steffen
Konrad Steffen (Zürich, 1952. január 2. – Grönland, 2020. augusztus 8.) svájci geográfus, klímakutató, az amerikai Colorado Egyetem glaciológusa volt. A Cooperative Institute for Research in Environmental Sciences (CIRES) vezetője.

## Munkássága
A globális felmelegedésre szakosodott kutató egy csoportot vezetett, melynek tagjai: Nicolas Cullen, John Maurer és Russell Huff. A NASA támogatja anyagilag őket. Kutatási területe az Arktisz, Grönland jegének olvadási folyamatának vizsgálata. 2005 januárjában jelentős mértékben kezdett olvadni a Nyugat-Antarktisz területe: Kalifornia nagyságú hófolt tűnt róla el.